# Thomas Percy, 1. baron Egremont
Thomas Percy, 1. baron Egremont (29. november 1422 – 10. juli 1460) var et medlem af en af de førende adelsslægter i Nordengland i det femtende århundrede. Beskrevet af en historiker som "krakilsk, voldelig og foragtelig over al autoritet", var Egremont involveret i adskillige optøjer og forstyrrelser rundt omkring i Nordengland og blev en ledende skikkelse i den gensidigt ødelæggende krig mellem slægterne Pery og Nevilke. Da Rosekrigene brød ud i midten af 1450'erne, kæmpede Egremont for kong Henrik 6. på Huset Lancasters side og blev dræbt fem år senere i Slaget ved Northampton.

## Tidlige år
Percy var søn af Henry Percy, 2. jarl af Northumberland, og Lady Eleanor Neville, datter af Ralph Neville, 1. jarl af Westmorland, og hans anden hustru, Joan Beaufort.
Hans ungdom var sjældent fredelig. I en alder af 25 var han en del af en styrkede, der kæmpede mod ærkebiskoppen af York, John Kemps fæstere i en fysisk konfrontation (muligvis til sin far og storebror, Henry, Lord Poynings', selv om det er lige så meget muligt, at han startede en 'propagandakampagne' mod Kemp på samme tid) uden for landsbyen Stamford Bridge.  Efter slagudvekslingen med mændene fra Beverley blev han efterfølgende fængslet på York Castle, det direkte resultat, er det blevet formodet, af at ærkebiskoppen  havde manipuleret juryen og sheriffen af Yorkshire, mens han i stedet fik løsladt sine egne fæstere. Det er muligt, at kongens klare tydelige til ærkebiskoppen, uanset deres position som en af regionens største stormandsslægter, fik indflydelse i deres beslutning om senere at strides med Percy-familien snarere end at andrage kongen gennem en voldgift.
Konflikt i nord havde ikke kun karakter af lokale rivaliseringer. Englands dårlige forhold til Skotland eskalerede i perioder i krig gennem Middelalderen, og i midten af det femtende århundrede skete var der ingen undtagelser. Egremont ser dog ikke ud til at have været en del af felttoget i oktober 1448, da hans far, jarlen og hans bror Lord Poynings førte en hær på 6.000 mand over grænsen for kun at blive besejret i Slaget ved Sark. Poynings selv blev taget til fanget og til sidst købt fri fra skotterne.

## Landbesiddelser og godser
Cockermouth, i Cumberland, i Thomas Percys besiddelse, var en traditionel Percy besiddelse, ligesom Egremont. Det har sandsynligvis været på grund af hans fars indflydelse ved hoffet, da jarlen af Northumberland på det tidspunkt var medlem af gehejmerådet, og hans forbindelser med kongens øverste minister kardinal Beaufort, at han den 20. november 1449 blev gjort til Lord Egremont, med 10 £ om året fra områdets indtægter. Dette beløb afspejler det faktum, at Egremont aldrig kunne være blevet en velhavende mand. Det er beregnet, at Percy Cumberland besiddelserne led et fald på 25% mellem 1416 og 1470. Ligeledes tilføjende til Egremonts indkomst var det faktum, at selve baroniet var blevet delt i tre gennem arv, og mindst en tredjedel af den, den fra Fitzwalter-familien, var blevet tildelt jarlen af Salisbury under en 40-årig lejekontrakt på tidspunktet for Thomas Percys forlening.

## Percy-Nevillefejden
Det er ikke sikkert, hvornår det dårlige forhold mellem de to familier begyndte. A.J. Pollard har påpeget, at de samarbejdede om parlamentsvalget i 1449 og så sent som i 1453; den tidligere valgkampagne blev overværet af Sir Thomas Percy kort før hans ophøjelse til baron.

## Fodnoter
1. ↑  Blandt Percys morbrødre var Richard Neville, 5. jarl af Salisbury. Blandt hans mostre var Cecily Neville, gennem hvilken han var nært beslægtet til Huset York: Edvard 4. af England, Margrete af York, Georg, 1. hertug af Clarence, and Richard 3. af England var alle hans fætre og kusiner.[2]